# Ольга Козакевич
Ольга Володимирівна Козакевич-Дядинюк (10 квітня 1903, Самбір — 17 червня 2004, Джерсі-Сіті, США) — українська малярка, дружина художника Василя Дядинюка. Член Об'єднання митців-українців в Америці.

## Біографія
Народилася 10 квітня 1903 року у Самборі на Львівщині в родині живописця Володимира Козакевича.
У 1912—1918 роках навчалася в ліцеї в Люцерні (Швейцарія), потім склала іспити в українській гімназії у Самборі.
1924 року вступила до мистецької школи Олекси Новаківського у Львові і сприймала всі «істини» у формі постімпресіонізму. Їздила разом зі школою в Карпати, зокрема до села Космача, брала участь у виставках школи у Львові. Проте Новаківський не звертав особливої уваги на рисунок, хоча був неперевершеним кольористом, тому Ольга у 1927 році перейшла до рисункової групи відділу архітектури Львівської політехніки. Закінчила ці курси 1932 року.
1930 року вийшла заміж за досвідченого маляра Василя Дядинюка.
Під впливом чоловіка скристалізувала свою мистецьку мову, зокрема у візантизмі з деякими модерними рисами. Намалювала низку картин з релігійною тематикою, між ними «Благовіщення» для митрополита Андрея, що зберегалася в каплиці Св. Духа при Богословській академії у Львові. Створила картину за міфологічну тему «Гермес, Орфей та Евридика», виконала низку ілюстрацій до творів Миколи Гоголя («Ніч перед Різдвом» тощо).
Мешкаючи з родиною в Коломиї у 1941—1944 роках, не мала відповідної атмосфери для творчості, мала працювати в установі, зокрема на часі хвороби свого чоловіка.
Емігрувала 1944 року до Відня. Упродовж 1945—1949 років перебувала у таборі Міттенвальд. Від 1949 — у Нью-Йорку. Від 1952 працювала директором архітектурного бюро. Учасниця художніх виставок від 1926 року. Персональні виставки — у Нью-Йорку (1978, 1984), Гантері (штат Арканзас, США, 1984). Від середини 1990-х років проживала в Будинку-інтернаті для літніх людей.
Похована на цвинтарі святого Андрія у містечку Саут-Баунд-Брук, штат Нью-Джерсі, США.

## Родина
Ольга Козакевич і Василь Дядинюк мали сина Андрія.